# Pseudhapigia colimae
Pseudhapigia colimae är en fjärilsart som beskrevs av Max Wilhelm Karl Draudt 1933. Pseudhapigia colimae ingår i släktet Pseudhapigia och familjen tandspinnare. Inga underarter finns listade i Catalogue of Life.